# Copticostola
Copticostola é um gênero de traça pertencente à família Agonoxenidae.